# Taganski
Taganski (russe : Таганский район) est un arrondissement du centre de Moscou, situé au sud-est du district administratif central. 
Le district tire son nom de l'ancienne sloboda (faubourg marchand) Taganskaïa, connue au XVIe siècle, par la présence de forgerons qui y travaillaient le cuivre. Il abritait aussi, de 1804 à 1958, la prison de Taganka (de).
Le centre moderne de ce quartier est la place Taganskaïa, sur laquelle se trouve le théâtre de la Taganka
C'est dans cet arrondissement que se trouvent le  Kroutitski, la Cathédrale de la Dormition de Kroutitski et l'Hôtel Klapovskaïa